# Michel Bridet
Michel Bridet, né le 22 février 1892 à Lyon 3e et mort le 5 août 1955 à Saint-Ay, est un architecte français.

## Biographie
Fils de François Alfred Bridet, entrepreneur de travaux publics, et de Marie Pauline Alice Gallon, Michel Marie Stéphane Bridet étudie l’architecture, initialement à l’Ecole régionale d’architecture de Lyon, puis à l’École des beaux-arts de Paris d’où il sort diplômé le 14 novembre 1923.
Il est actif en Île-de-France entre 1925 et 1955.
Il construit entre 1930 et 1933 et en collaboration avec Pierre Robert (entrepreneur) et Roger Bateau (peintre-verrier), l’église Saint-Yves-des-Quatre-Routes, à La Courneuve.
Parmi ses autres réalisations, on peut citer :
- le n° 62, rue Montorgueil, 2e arrondissement de Paris ;
- le n°1, avenue Émile-Acollas, 7e arrondissement de Paris , construit en 1929.

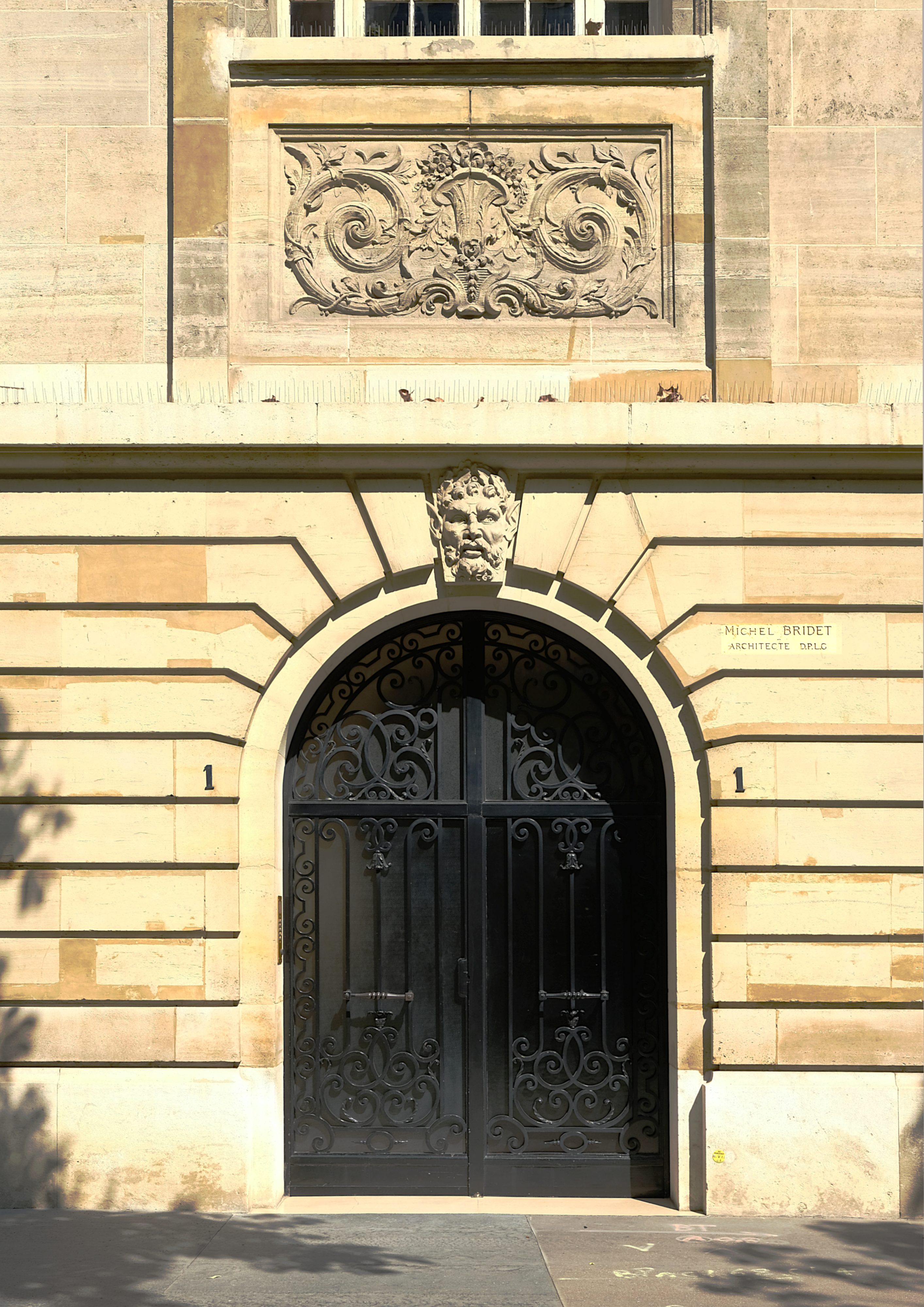
Avenue Émile-Acollas (n°1 : signature  "Michel BRIDET") - Paris 7e.
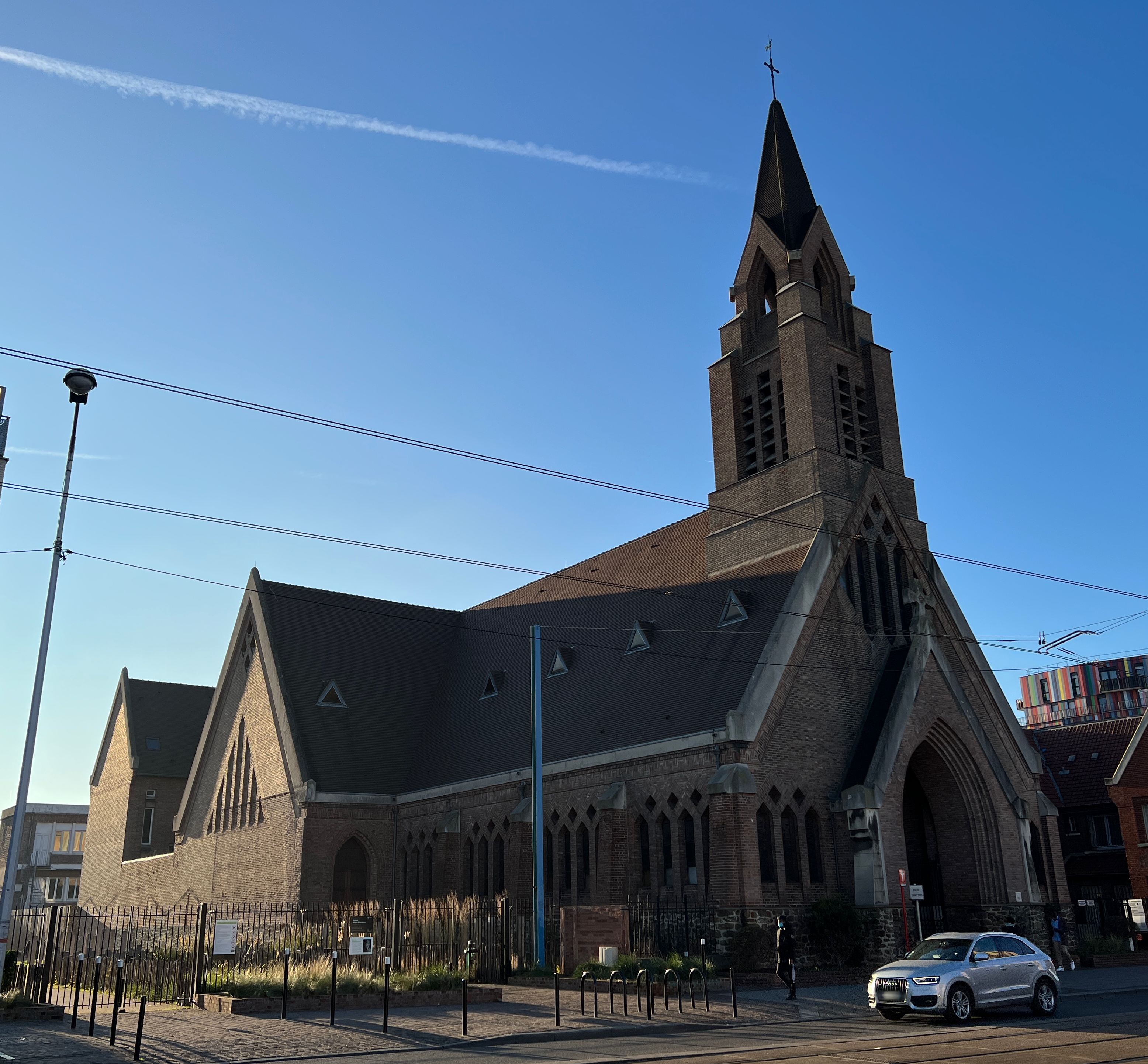
L'église Saint-Yves-des-Quatre-Routes à la Courneuve.